# Bir
Bir (rus. Бирь) je rijeka u Baškiriji, u Rusiji, desni pritok Belaje.
Bir je jedan od pritoka rijeke Belaje. Nastaje kod sela Novo-Troickoje u Miškinskom rajonu Baškirije. Rađa se iz vrela, zatim, približno 5 km dalje, povlači se ponovno pod zemlju, a tek u selu Malonakarjakovu izbija na površinu mnogobrojnim izvorima, te s nekih stotinjak metara dobiva snagu i iz šumske divljine izlazi u dolinu. Ovdje su na Biru mnogi duboki bazeni, tihe dubine, burni plićaci.
Ide prvo prema jugu, zatim prema zapadu. Nije plovan, pješčana dna, kod ušća nikad ne smrzava zbog mnogobrojnih vrela. Na tom mjestu zimi je mnoštvo divljih pataka i gusaka.
Duljina – 128 km. Na rijeci se nalazi Kamejevska međukolkhozna hidroelektrana, koja opslužuje 19 kolhoza.

## Pritoci
- lijevi – Kutkin
- desni – Injak, Cukuda, Suhojaz, Šady, Kymayr

## Riblje vrste
U gornjem dijelu toka uobičajen je lipljan, ponekad i vrlo velik, dostiže 2 – 3 kg. Nizvodno, oko granice susjednog Birskog rajona izvan sela Emaševo, susreće se štuka, klen, grgeč. Zalazi ovdje i bodorka, u najnižem dijelu toka u predjelu 25 – 30 km mnogo je deverike i jeza.
U Biru je vrlo čista voda i ribe su ovdje izuzetno oprezne. Na najmanji šum, ona ide u dubinu i ostaje u dubokim bazenima (jamama) ili skrivena u rupama, gdje je i traže ribolovci.